# Dennis Eckert
Dennis-Yerai Eckert Ayensa (Bonn, Alemania, 9 de enero de 1997), más conocido como Dennis Eckert, es un futbolista alemán que juega de delantero en el Standard de Lieja de la Primera División de Bélgica.

## Trayectoria
Es un delantero formado en F. C. Colonia, club que abandonaría más tarde para jugar en los juveniles del Alemannia Aachen. En 2013, llega al Borussia Mönchengladbach para jugar en juveniles antes ascender al Borussia Mönchengladbach II en la Regionalliga West. Durante su periodo juvenil logró 70 goles en 87 encuentros, que le valieron para que el 15 de noviembre de 2015, debutara como internacional con Alemania en categoría sub-19, cuando se enfrentó a Serbia y más tarde, jugase dos encuentros más.
En verano de 2017, el delantero germano firmó un contrato por cuatro temporadas con el Celta de Vigo tras rescindir su contrato con el Borussia Mönchengladbach, en el que había jugado la temporada 2016-17, en las filas del Borussia Mönchengladbach II. Realizó una buena temporada 2017-18 en el Grupo I de la Segunda División B de España, llegando a jugar play-offs de ascenso a Segunda División.
El 18 de agosto de 2018 hizo su debut en primera división frente al R. C. D. Espanyol en la primera jornada de liga de la temporada 2018-19.
El 31 de enero de 2019 se hizo oficial su cesión al Excelsior Rotterdam hasta el 30 de junio de 2019. El 7 de julio rescindió su contrato con el conjunto vigués.
El 2 de septiembre de 2019 el F. C. Ingolstadt 04 anunció su contratación.

## Estadísticas

### Clubes
Actualizado al último partido disputado el 2 de noviembre de 2024.
| Club                                   | Div.          | Temporada     | Liga  | Liga  | Copas nacionales | Copas nacionales | Copas internacionales | Copas internacionales | Total | Total |
| Club                                   | Div.          | Temporada     | Part. | Goles | Part.            | Goles            | Part.                 | Goles                 | Part. | Goles |
| -------------------------------------- | ------------- | ------------- | ----- | ----- | ---------------- | ---------------- | --------------------- | --------------------- | ----- | ----- |
| Borussia Mönchengladbach II · Alemania | 4.ª           | 2015-16       | 1     | 0     | ―                | ―                | ―                     | ―                     | 1     | 0     |
| Borussia Mönchengladbach II · Alemania | 4.ª           | 2016-17       | 3     | 0     | ―                | ―                | ―                     | ―                     | 3     | 0     |
| Borussia Mönchengladbach II · Alemania | Total club    | Total club    | 4     | 0     | 0                | 0                | 0                     | 0                     | 4     | 0     |
| R. C. Celta de Vigo "B" · España       | 2.ª B         | 2017-18       | 40    | 8     | ―                | ―                | ―                     | ―                     | 40    | 8     |
| R. C. Celta de Vigo "B" · España       | 2.ª B         | 2018-19       | 12    | 1     | ―                | ―                | ―                     | ―                     | 12    | 1     |
| R. C. Celta de Vigo "B" · España       | Total club    | Total club    | 52    | 9     | 0                | 0                | 0                     | 0                     | 52    | 9     |
| R. C. Celta de Vigo · España           | 1.ª           | 2018-19       | 9     | 0     | 1                | 0                | ―                     | ―                     | 10    | 0     |
| R. C. Celta de Vigo · España           | Total club    | Total club    | 9     | 0     | 1                | 0                | 0                     | 0                     | 10    | 0     |
| Excelsior Róterdam · Países Bajos      | 1.ª           | 2018-19       | 14    | 2     | 0                | 0                | ―                     | ―                     | 14    | 2     |
| Excelsior Róterdam · Países Bajos      | Total club    | Total club    | 14    | 2     | 0                | 0                | 0                     | 0                     | 14    | 2     |
| F. C. Ingolstadt 04 · Alemania         | 3.ª           | 2019-20       | 32    | 14    | 0                | 0                | ―                     | ―                     | 32    | 14    |
| F. C. Ingolstadt 04 · Alemania         | 3.ª           | 2020-21       | 26    | 10    | 0                | 0                | ―                     | ―                     | 26    | 10    |
| F. C. Ingolstadt 04 · Alemania         | 2.ª           | 2021-22       | 24    | 2     | 1                | 0                | ―                     | ―                     | 25    | 2     |
| F. C. Ingolstadt 04 · Alemania         | Total club    | Total club    | 82    | 26    | 1                | 0                | 0                     | 0                     | 83    | 26    |
| Union Saint-Gilloise · Bélgica         | 1.ª           | 2022-23       | 8     | 2     | 3                | 0                | 4                     | 0                     | 15    | 2     |
| Union Saint-Gilloise · Bélgica         | 1.ª           | 2023-24       | 31    | 8     | 3                | 0                | 10                    | 3                     | 44    | 11    |
| Union Saint-Gilloise · Bélgica         | 1.ª           | 2024-25       | 3     | 1     | 1                | 0                | 2                     | 0                     | 6     | 1     |
| Union Saint-Gilloise · Bélgica         | Total club    | Total club    | 42    | 11    | 7                | 0                | 16                    | 3                     | 65    | 14    |
| Standard de Lieja · Bélgica            | 1.ª           | 2024-25       | 6     | 1     | 1                | 1                | ―                     | ―                     | 7     | 2     |
| Standard de Lieja · Bélgica            | Total club    | Total club    | 6     | 1     | 1                | 1                | 0                     | 0                     | 7     | 2     |
| Total carrera                          | Total carrera | Total carrera | 209   | 49    | 10               | 1                | 16                    | 3                     | 235   | 53    |

## Palmarés

### Títulos nacionales
| Título               | Club                 | País    | Año  |
| -------------------- | -------------------- | ------- | ---- |
| Copa de Bélgica      | Union Saint-Gilloise | Bélgica | 2024 |
| Supercopa de Bélgica | Union Saint-Gilloise | Bélgica | 2024 |